# The Man in the Glass Booth
Pour plus de détails, voir Fiche technique et Distribution.
The Man in the Glass Booth est un film américain réalisé par Arthur Hiller, sorti en 1975.

## Synopsis
Des agents du Mossad kidnappent un criminel de guerre nazi pour qu'il soit jugé à Jérusalem.

## Fiche technique
- Titre : The Man in the Glass Booth
- Réalisation : Arthur Hiller
- Scénario : Edward Anhalt d'après la pièce de théâtre de Robert Shaw
- Production : Mort Abrahams et Ely A. Landau
- Photographie : Sam Leavitt
- Montage : David Bretherton
- Pays d'origine : États-Unis
- Format : Couleurs - 1,37:1 - Mono
- Genre : Drame
- Durée : 117 minutes
- Date de sortie : 1975

## Distribution
- Maximilian Schell : Arthur Goldman
- Lois Nettleton : Miriam Rosen
- Lawrence Pressman : Charlie Cohn
- Luther Adler : Juge présidant
- Lloyd Bochner : Churchill
- Leonardo Cimino : Dr Alvarez
- Berry Kroeger : Joachim Berger
- Connie Sawyer : Mme Levi